# Atrium (anatomie)
Pour les articles homonymes, voir Atrium.
Les atriums, anciennement appelé oreillettes, sont les deux cavités cardiaques supérieures. Ils reçoivent le sang veineux de la circulation systémique pour l'atrium droit et de la circulation pulmonaire pour l'atrium gauche et permettent le passage du sang vers les ventricules droit et gauche.

## Terminologie
Historiquement, en anatomie un atrium est une cavité de remplissage d'un organe. Le terme est dérivé du latin signifiant entrée ou vestibule.
Le pluriel d'atrium peut être atria ou atriums.
L'adjectif se rapportant aux atriums est atrial ; l'ancien terme oreillette avait pour adjectif auriculaire, mais ce terme se rapporte actuellement à l'auricule (pavillon de l'oreille).
Actuellement le terme atrium seul se rapporte aux cavités cardiaques. 
S'il est fait référence à d'autres cavités anatomiques le terme est complété par sa localisation comme pour l'atrium du ventricule latéral,  partie du troisième ventricule dans le cerveau, ou l'atrium du méat moyen situé dans la cavité nasale.
Dans de la littérature plus ancienne, l'atrium pulmonaire pouvait désigner les alvéoles pulmonaires.

## Anatomie
Les deux atriums sont les deux cavités cardiaques situées dans la partie supérieure du cœur et interposées entre les retours veineux et les ventricules.
Le retour veineux de la circulation systémique se fait dans l'atrium droit et celui de la circulation pulmonaire dans l'atrium gauche. Les deux atriums sont séparés par le septum interatrial.

### Atrium droit
L'atrium droit est de forme ovoïdale à grand axe vertical.
Il est constitué de deux parties qui se distinguent par leur surface interne :
- une partie réticulée par les muscles pectinés formant l'auricule de l'atrium droit située à l'avant,
- à l'arrière la partie lisse de l'atrium droit.

Les deux parties sont séparées par la crête terminale.
Le sang veineux de la circulation systémique arrive dans l'atrium droit au niveau du sinus des veines caves par les veines caves supérieure et inférieure. Il reçoit également le sang veineux de la vascularisation cardiaque par le sinus coronaire.
Il communique avec le ventricule droit par l'orifice atrio-ventriculaire droit équipée de la valve atrio-ventriculaire droite.
Dans sa partie haute (près de l'abouchement de la veine cave supérieure) est située le nœud sinusal, structure microscopique d'où part l'influx électrique qui assure la contraction du cœur. 
Entre l'orifice de la veine cave supérieure et l'anneau fibreux droit de trouve une bande de 5 à 10 mm de largeur pour une longueur de 2 à 3 cm formant l'isthme cavo-tricuspide. Cette zone, constituée de fibres musculaires en faisceaux et de zones fibreuses et adipeuses, joue un rôle de ralentissement de la conduction électrique.

### Atrium gauche
L'atrium gauche est de forme ovoïdale avec un grand axe plutôt horizontal, 
Il est constitué de deux parties qui se distinguent par leur surface interne :
- une partie réticulée par les muscles pectinés formant l'auricule de l'atrium gauche située à l'avant,
- à l'arrière la partie lisse de l'atrium gauche.

il reçoit le sang par les quatre veines pulmonaires, deux à droite et deux à gauche. 
Il est séparé du ventricule gauche par l'orifice atrio-ventriculaire gauche et la valve atrio-ventriculaire gauche empêchant le reflux du sang du ventricule vers l'atrium.

## Physiologie
Le sang pauvre en oxygène est apporté à l'atrium droit par les veines caves. Le sang oxygéné est apporté des poumons à l'atrium gauche par les veines pulmonaires.
Le remplissage des ventricules se fait normalement en deux temps :
- un temps passif, au début de la diastole ventriculaire (relâchement du muscle cardiaque ventriculaire), le sang s'écoulant d'amont en aval, dans le sens du gradient de pression ;
- un temps actif, à la fin de la diastole. Les pressions entre atriums et ventricules étant à peu près égalisées et l'écoulement passif terminé, les atriums se contractent (systole atriale), permettant une optimisation du remplissage des ventricules.

La synchronisation entre les contractions des quatre cavités est assuré par la conduction de l'influx électrique venant du nœud sinusal, se propageant de proche en proche dans les deux atriums et transmise aux ventricules par le nœud atrioventriculaire et le faisceau de His.

## Aspect clinique

### Exploration

#### Imagerie
- La radiographie thoracique ne permet de visualiser que l'ombre des atria, leurs contours se confondant avec le bord droit du cœur.
- L'échocardiographie permet d'en apprécier la forme et la taille. Cela reste l'examen le plus simple. La taille des atria peut être appréciée par leur diamètre, leur surface ou par le calcul de leur volume (soit par interpolation de deux surfaces sur deux plans orthogonaux, soit par technique d'échographie tridimensionnelle), ce dernier indice, pouvant être indexé par la surface corporelle, étant mieux corrélé avec le risque de survenue d'accidents, du moins chez les patients en rythme sinusal[3]. Une taille normale de l'atrium gauche est autour de 22 ml/m² de surface corporelle[4]. Les atriums sont cependant des structures relativement profondes et une échographie transœsophagienne est parfois nécessaire pour bien les visualiser.
- L'angiographie, par injection d'un produit de contraste iodé directement dans les cavités cardiaques, est peu utilisée.
- Le scanner et l'imagerie par résonance magnétique peuvent être également utilisés. Ces techniques permettent une reconstitution tridimensionnelle de la cavité qui peut être exploitée pour réaliser une cartographie, utile lors d'une isolation des veines pulmonaires par ablation par radiofréquence dans le cadre d'une cure de fibrillation auriculaire.

#### Pression
L'analyse des pressions dans les atriums permet de connaître la qualité du remplissage des ventricules (pression de remplissage) et de guider le traitement de certaines maladies. Elle peut être faite de manière invasive (par introduction d'un cathéter directement dans la cavité à étudier) ou indirectement par échocardiographie.

##### Méthode invasive
La mesure des pressions dans les atriums nécessite la mise en place d'un cathéter (fin tuyau) dans les cavités à étudier.
L'accès de l'atrium droit ne pose guère de problème : le cathéter est monté à travers une grosse veine (veine fémorale, veine humérale, veine sous-clavière ou veine jugulaire interne jusqu'à celui-ci).
L'accès de l'atrium gauche est beaucoup plus complexe : il ne peut être abordé par voie gauche rétrograde (en remontant le flux du courant sanguin), l'orifice de la valve mitrale étant à près de 180° de l'orifice de la valve aortique. On se contente le plus souvent de prendre la pression au niveau du capillaire pulmonaire, le cathéter étant poussé par voie droite dans l'atrium droit, le ventricule droit, puis dans l'artère pulmonaire jusqu'à sa distalité. La pression obtenue est alors superposable à la pression de l'atrium gauche.

##### Méthode non invasive
L'estimation des pressions de remplissage est faite de manière indirecte par échocardiographie.
- La taille augmentée de la veine cave inférieure ou des veines sus-hépatiques, la disparition des variations du diamètre de ces veines suivant le cycle respiratoire (normalement s'écrasent lors de l'inspiration) sont des indices de l'augmentation des pressions dans l'arium droit.
- La présence d'une onde A sur le doppler mesurée au niveau de l'orifice de la valve mitrale ou tricuspide, témoigne d'une contraction des atria.
- L'augmentation de la taille de l'atrium gauche (en dehors d'un trouble du rythme chronique) témoigne le plus souvent d'une augmentation de la pression dans cette dernière[5].
- Une diminution de la vitesse de l'anneau mitral (mesurée par doppler tissulaire), rapportée à la vitesse du flux sanguin au début de la diastole au niveau de la valve mitrale, est un bon témoin d'une pression de remplissage gauche élevée.

#### Activité électrique
Sur l'électrocardiogramme, l'activité électrique des atriums est visualisée sous forme d'onde P. 
Une analyse plus fine de l'activité électrique nécessite parfois de positionner une électrode directement au contact des atria :
- l'atrium droit peut être analysé ainsi en montant une électrode au contact de sa paroi (en passant par une grosse veine et en positionnant l'extrémité de cette dernière sous scopie par rayons X) au cours d'une exploration électrophysiologique ;
- l'atrium gauche peut être analysé en faisant avaler une électrode, l'extrémité se trouvant dans l'œsophage, au contact de la paroi postérieure de l'atrium gauche (enregistrement trans-œsophagien). De manière plus complexe, une électrode peut être poussée dans le sinus coronaire dont l'abouchement est situé dans la partie basse de l'atrium droit : elle se trouve alors également au contact de la paroi de l'atrium gauche.

### Pathologie
Les oreillettes peuvent générer des troubles du rythme cardiaque : fibrillation auriculaire, flutter auriculaire, etc.
Ils peuvent être le lieu de formation de caillots (thrombus) qui peuvent migrer secondairement en provoquant l'occlusion d'une artère (accident vasculaire cérébral, ischémie aiguë du membre inférieur, etc.).
Ils peuvent se dilater en raison des troubles du rythme précédemment cités mais aussi d'une maladie des valves cardiaques (valvulopathie) ou d'une insuffisance cardiaque.
Plus rarement, ils peuvent être le lieu de tumeur dont la plus fréquente est le myxome bénin.